# Пеллегрино, Федерико
Не путать с пловчихой Федерикой Пеллегрини!
Федери́ко Пеллегри́но (итал. Federico Pellegrino; род. 1 сентября 1990 года, Аоста) — итальянский лыжник, двукратный серебряный призёр Олимпийских игр в личном спринте (2018 и 2022), чемпион мира 2017 года в личном спринте свободным стилем, многократный призёр чемпионатов мира. Двукратный обладатель Кубка мира в зачёте спринтерских гонок по итогам сезонов 2015/16 и 2020/21 (первый в истории лыжник не из Норвегии или Швеции, выигравший этот зачёт).

## Спортивная биография
В Кубке мира Пеллегрино дебютировал 11 марта 2010 года, в январе 2011 года первый раз в карьере попал в тройку лучших на этапе Кубка мира, в спринте. Лучшим достижением Пеллегрино в общем итоговом зачёте Кубка мира является 8-е место в сезоне 2018/19. Пять сезонов подряд (2014/15 — 2018/19) Пеллегрино заканчивал сезон в тройке лучших спринтерского зачёта Кубка мира.
На чемпионате мира 2017 года в Лахти стал чемпионом мира в личном спринте свободным стилем. В командном спринте классическим стилем завоевал серебро вместе с Дитмаром Нёклером, уступив российской команде.
На зимних Олимпийских играх 2018 года в Пхёнчхане Федерико на самом финише классического спринта, в борьбе с российским лыжником Александром Большуновым, завоевал серебряную медаль.
На чемпионате мира 2019 года в Зефельде занял второе место в спринте свободным стилем, проиграв только Йоханнесу Хёсфлоту Клебо. В командном спринте классическим стилем вместе с Франческо Де Фабиани занял третье место. Также выступил в эстафете, где итальянцы стали 10-ми.
Использует лыжи, ботинки и крепления производства фирмы Rossignol.

## Результаты на крупнейших соревнованиях

### Зимние Олимпийские игры
| Олимпийские игры | Спринт | Командный спринт | 15 км раздельный старт | 15+15 км | 50 км масс-старт | Эстафета |
| ---------------- | ------ | ---------------- | ---------------------- | -------- | ---------------- | -------- |
| 2014 Сочи        | 11     | 11               | —                      | —        | —                | —        |
| 2018 Пхёнчхан    | 2      | 5                | —                      | —        | —                | 7        |
| 2022 Пекин       | 2      | 8                | —                      | —        | —                | 8        |

### Чемпионаты мира по лыжным видам спорта
6 медалей (1 золотая, 3 серебряные, 2 бронзовые)
| Чемпионат мира      | Спринт | Командный спринт | 15 км раздельный старт | Скиатлон | 50 км масс-старт | Эстафета |
| ------------------- | ------ | ---------------- | ---------------------- | -------- | ---------------- | -------- |
| 2011 Осло           | 12     | —                | —                      | —        | —                | —        |
| 2013 Валь-ди-Фьемме | 12     | 5                | —                      | —        | —                | —        |
| 2015 Фалун          | 5      | 3                | —                      | —        | —                | 6        |
| 2017 Лахти          | 1      | 2                | —                      | —        | —                | 8        |
| 2019 Зефельд        | 2      | 3                | —                      | —        | —                | 10       |
| 2021 Оберстдорф     | 11     | 5                | —                      | —        | —                | —        |
| 2023 Планица        | 17     | 2                | —                      | —        | 10               | 9        |
| 2025 Тронхейм       | 2      |                  |                        | 5        |                  |          |